# Hannes Meyer

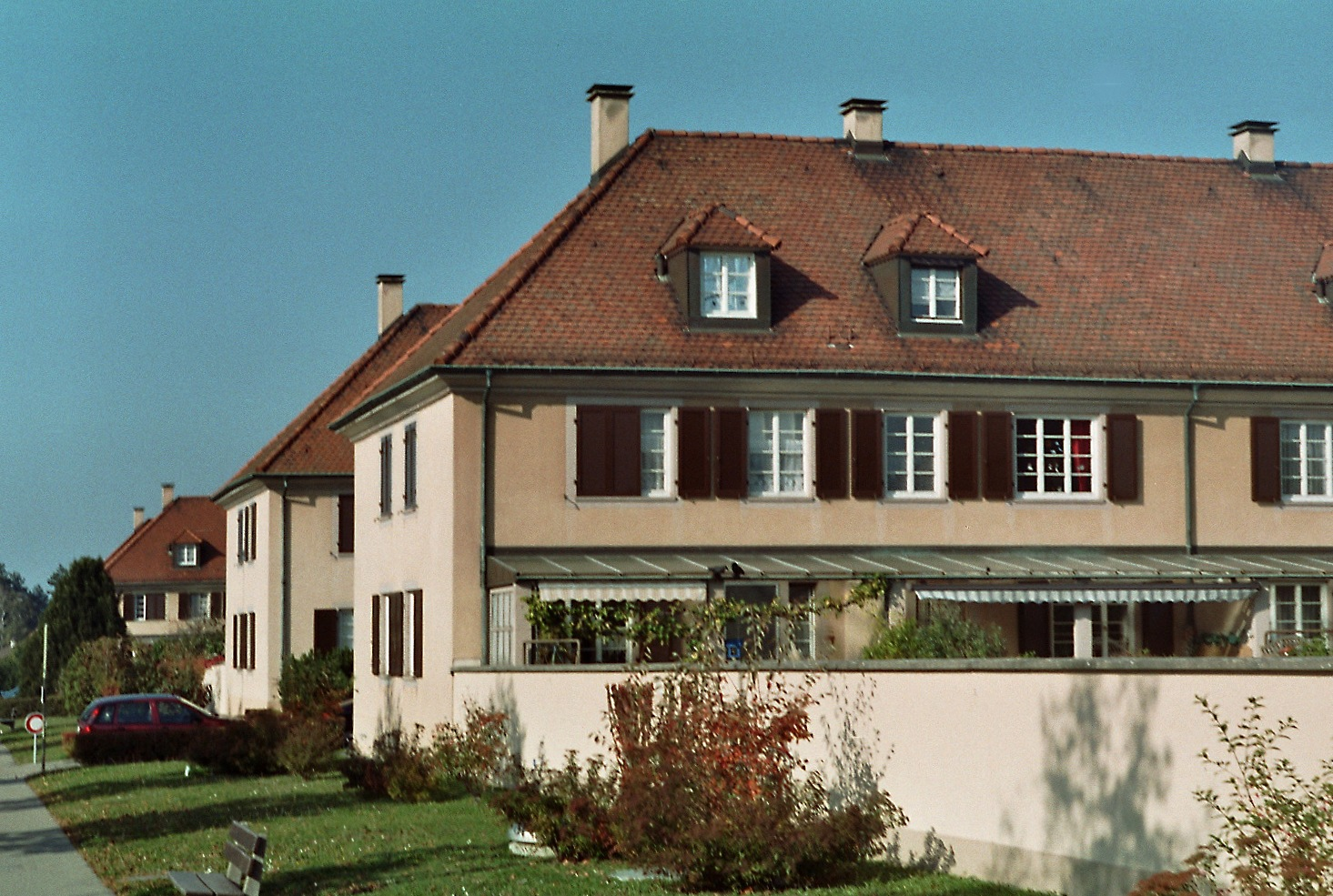
Freidorf Dwelling Estate, em Muttenz, Suíça

Hannes Meyer (18 de Novembro de 1889 – 19 de Julho de 1954), foi um arquitecto suíço e um dos directores de Bauhaus.
Hannes Meyer sucedeu a Walter Gropius, mas acabou por ser despedido por ter ligações com o Partido Comunista, o que ia de encontro ao pensamento da política direitista vigente na Alemanha da época. Foi então que Ludwig Mies van der Rohe. tomou o cargo da direção da escola.